# 교와촌 (나가노현 사라시나군)
교와촌(일본어: 共和村)은 일본 나가노현 사라시나군에 있던 촌이다. 현재의 나가노시에 해당한다.

## 역사
- 1889년 4월 1일 - 정촌제 시행에 의해 2개 촌의 구역을 확장해 교와촌이 성립하였다.
- 1954년 7월 1일 - 시노노이정과 합병해 새로운 시노노이정이 성립하여, 동일 교와촌은 폐지되었다.

## 참고문헌
- 『市町村名変遷辞典』東京堂出版、1990年。